# Diskografie Yungbluda
Toto je seznam vydané diskografie anglického zpěváka Yungbluda.

## Alba

### Studiová alba
| Název                                                                                   | Detaily o albu                                                             | Umístění v hitparádách | Umístění v hitparádách | Umístění v hitparádách | Umístění v hitparádách | Umístění v hitparádách | Umístění v hitparádách | Umístění v hitparádách | Umístění v hitparádách | Umístění v hitparádách | Umístění v hitparádách | Prodeje       | Certifikace |
| Název                                                                                   | Detaily o albu                                                             | UK                     | AUS                    | AUT                    | BEL (FL)               | GER                    | IRE                    | ITA                    | NLD                    | US                     | US Rock                | Prodeje       | Certifikace |
| --------------------------------------------------------------------------------------- | -------------------------------------------------------------------------- | ---------------------- | ---------------------- | ---------------------- | ---------------------- | ---------------------- | ---------------------- | ---------------------- | ---------------------- | ---------------------- | ---------------------- | ------------- | ----------- |
| 21st Century Liability                                                                  | - Vydáno: 6. července 2018 - Vydavatelství: Locomotion, Geffen, Interscope | —                      | 97                     | —                      | 59                     | —                      | —                      | —                      | 168                    | —                      | —                      | - UK: 90,009  | - BPI: Gold |
| Weird!                                                                                  | - Vydáno: 4. prosince 2020 - Vydavatelství: Locomotion, Geffen, Interscope | 1                      | 6                      | 39                     | 26                     | 21                     | 28                     | 80                     | 57                     | 75                     | 10                     | - UK: 107,791 | - BPI: Gold |
| Yungblud                                                                                | - Vydáno: 2. září 2022 - Vydavatelství: Locomotion, Geffen                 | 1                      | 1                      | 1                      | 2                      | 3                      | 1                      | 6                      | 2                      | 45                     | 7                      | - UK: 22,825  |             |
| Idols                                                                                   | - Vydáno: 20. června 2025 - Vydavatelství: Locomotion, Capitol             | 1                      | 4                      | 4                      | 1                      | 2                      | 8                      | 19                     | 1                      | 73                     | —                      |               |             |
| "—" značí, že se nahrávka neumístila v hitparádách nebo v tomto území ani nebyla vydána |                                                                            |                        |                        |                        |                        |                        |                        |                        |                        |                        |                        |               |             |

### Koncertní alba
| Název                      | Detaily                                                       |
| -------------------------- | ------------------------------------------------------------- |
| Yungblud (Live in Atlanta) | - Vydáno: 21. března 2019 - Vydavatelství: Locomotion, Geffen |

## Extended play
| Název                                                                                   | Detaily                                                          | Umístění v hitparádách | Umístění v hitparádách | Umístění v hitparádách | Umístění v hitparádách | Umístění v hitparádách | Umístění v hitparádách | Umístění v hitparádách | Umístění v hitparádách | Umístění v hitparádách | Prodeje      |
| Název                                                                                   | Detaily                                                          | UK                     | AUS Dig.               | AUT                    | BEL (FL)               | GER                    | ITA                    | NLD                    | US                     | US Rock                | Prodeje      |
| --------------------------------------------------------------------------------------- | ---------------------------------------------------------------- | ---------------------- | ---------------------- | ---------------------- | ---------------------- | ---------------------- | ---------------------- | ---------------------- | ---------------------- | ---------------------- | ------------ |
| Yungblud                                                                                | - Vydáno: 19. ledna 2018 - Vydavatelství: Locomotion, Geffen     | —                      | —                      | —                      | —                      | —                      | —                      | —                      | —                      | —                      |              |
| Yungblud (Unplugged)                                                                    | - Vydáno: 10. srpna 2018 - Vydavatelství: Locomotion, Geffen     | —                      | —                      | —                      | —                      | —                      | —                      | —                      | —                      | —                      |              |
| The Underrated Youth                                                                    | - Vydáno: 18. října 2019 - Vydavatelství: Locomotion, Geffen     | 6                      | 17                     | 37                     | 95                     | 86                     | 63                     | 89                     | 187                    | 31                     | - UK: 43,618 |
| A Weird! AF Halloween                                                                   | - Vydáno: 30. října 2020 - Vydavatelství: Universal Music Group  | —                      | —                      | —                      | —                      | —                      | —                      | —                      | —                      | —                      |              |
| A Weird! AF Valentine's Day                                                             | - Vydáno: 12. února 2021 - Vydavatelství: Universal Music Group  | —                      | —                      | —                      | —                      | —                      | —                      | —                      | —                      | —                      |              |
| Hi! Nice to Meet Ya                                                                     | - Vydáno: 7. května 2021 - Vydavatelství: Universal Music Group  | —                      | —                      | —                      | —                      | —                      | —                      | —                      | —                      | —                      |              |
| Spotify Singles                                                                         | - Vydáno: 30. června 2021 - Vydavatelství: Universal Music Group | —                      | —                      | —                      | —                      | —                      | —                      | —                      | —                      | —                      |              |
| "—" značí, že se nahrávka neumístila v hitparádách nebo v tomto území ani nebyla vydána |                                                                  |                        |                        |                        |                        |                        |                        |                        |                        |                        |              |

## Singly

### Jako hlavní umělec
| Název                                                                                   | Rok  | Umístění v hitparádách | Umístění v hitparádách | Umístění v hitparádách | Umístění v hitparádách | Umístění v hitparádách | Umístění v hitparádách | Umístění v hitparádách | Umístění v hitparádách | Umístění v hitparádách | Umístění v hitparádách | Certifikace                                                                      | Album                       |
| Název                                                                                   | Rok  | UK                     | AUS                    | BEL (FL) Tip           | BEL (WA) Tip           | CAN                    | IRE                    | NZ Hot                 | US Alt.                | US Bub.                | US Rock                | Certifikace                                                                      | Album                       |
| --------------------------------------------------------------------------------------- | ---- | ---------------------- | ---------------------- | ---------------------- | ---------------------- | ---------------------- | ---------------------- | ---------------------- | ---------------------- | ---------------------- | ---------------------- | -------------------------------------------------------------------------------- | --------------------------- |
| "King Charles"                                                                          | 2017 | —                      | —                      | —                      | —                      | —                      | —                      | —                      | —                      | —                      | —                      |                                                                                  | Yungblud                    |
| "I Love You, Will You Marry Me"                                                         | 2017 | —                      | —                      | 16                     | 25                     | —                      | —                      | —                      | 26                     | —                      | —                      |                                                                                  | Yungblud                    |
| "Tin Pan Boy"                                                                           | 2017 | —                      | —                      | —                      | —                      | —                      | —                      | —                      | —                      | —                      | —                      |                                                                                  | Yungblud                    |
| "Polygraph Eyes"                                                                        | 2018 | —                      | —                      | 33                     | 36                     | —                      | —                      | —                      | —                      | —                      | —                      |                                                                                  | Yungblud                    |
| "Anarchist"                                                                             | 2018 | —                      | —                      | —                      | —                      | —                      | —                      | —                      | —                      | —                      | —                      |                                                                                  | Yungblud                    |
| "21st Century Liability"                                                                | 2018 | —                      | —                      | —                      | —                      | —                      | —                      | —                      | —                      | —                      | —                      |                                                                                  | 21st Century Liability      |
| "Psychotic Kids"                                                                        | 2018 | —                      | —                      | —                      | —                      | —                      | —                      | —                      | —                      | —                      | —                      |                                                                                  | 21st Century Liability      |
| "California"                                                                            | 2018 | —                      | —                      | —                      | —                      | —                      | —                      | —                      | —                      | —                      | —                      |                                                                                  | 21st Century Liability      |
| "Medication"                                                                            | 2018 | —                      | —                      | 40                     | 39                     | —                      | —                      | —                      | —                      | —                      | —                      |                                                                                  | 21st Century Liability      |
| "Kill Somebody"                                                                         | 2018 | —                      | —                      | —                      | —                      | —                      | —                      | —                      | —                      | —                      | —                      |                                                                                  | 21st Century Liability      |
| "Loner"                                                                                 | 2019 | —                      | —                      | 5                      | 42                     | —                      | —                      | —                      | —                      | —                      | —                      |                                                                                  | Singly bez alb              |
| "11 Minutes" (s Halsey feat. Travis Barker)                                             | 2019 | 59                     | 23                     | 2                      | 27                     | 69                     | 41                     | 6                      | 18                     | 1                      | 5                      | - BPI: Silver - ARIA: Platinum - MC: Gold - RIAA: Gold - RMNZ: Gold              | Singly bez alb              |
| "Parents"                                                                               | 2019 | —                      | —                      | 31                     | —                      | —                      | —                      | —                      | —                      | —                      | 43                     | - BPI: Silver - RIAA: Platinum - RMNZ: Gold                                      | The Underrated Youth        |
| "I Think I'm Okay" (s Machine Gun Kelly a Travis Barker)                                | 2019 | 90                     | 59                     | —                      | 22                     | 77                     | 56                     | 14                     | 18                     | 4                      | 3                      | - BPI: Platinum - ARIA: Platinum - MC: Gold - RIAA: 2× Platinum - RMNZ: Platinum | Hotel Diablo                |
| "Hope for the Underrated Youth"                                                         | 2019 | —                      | —                      | 27                     | —                      | —                      | —                      | —                      | —                      | —                      | —                      |                                                                                  | The Underrated Youth        |
| "Die a Little"                                                                          | 2019 | —                      | —                      | —                      | —                      | —                      | —                      | —                      | —                      | —                      | 41                     |                                                                                  | Proč? 13x proto 3. řada     |
| "Original Me" (feat. Dan Reynolds)                                                      | 2019 | —                      | —                      | —                      | 34                     | —                      | —                      | 20                     | 20                     | —                      | 7                      |                                                                                  | The Underrated Youth        |
| "Tongue Tied" (s Marshmello a Blackbear)                                                | 2019 | 62                     | —                      | 33                     | 27                     | —                      | 63                     | 12                     | —                      | 14                     | 3                      |                                                                                  | Singl bez alb               |
| "Weird!"                                                                                | 2020 | —                      | —                      | 37                     | 46                     | —                      | —                      | —                      | —                      | —                      | 32                     |                                                                                  | Weird!                      |
| "Strawberry Lipstick"                                                                   | 2020 | —                      | —                      | 33                     | —                      | —                      | —                      | —                      | —                      | —                      | —                      |                                                                                  | Weird!                      |
| "Lemonade" (s Denzel Curry)                                                             | 2020 | —                      | —                      | —                      | —                      | —                      | —                      | —                      | —                      | —                      | —                      |                                                                                  | A Weird! AF Halloween       |
| "Obey" (s Bring Me the Horizon)                                                         | 2020 | 37                     | 99                     | —                      | —                      | —                      | —                      | 29                     | —                      | —                      | 21                     | - BPI: Silver - ARIA: Gold                                                       | Post Human: Survival Horror |
| "God Save Me, but Don't Drown Me Out"                                                   | 2020 | —                      | —                      | 18                     | —                      | —                      | —                      | —                      | —                      | —                      | —                      |                                                                                  | Weird!                      |
| "Cotton Candy"                                                                          | 2020 | 98                     | —                      | 46                     | 42                     | —                      | —                      | —                      | —                      | —                      | —                      |                                                                                  | Weird!                      |
| "Mars"                                                                                  | 2020 | —                      | —                      | —                      | —                      | —                      | —                      | —                      | —                      | —                      | —                      |                                                                                  | Weird!                      |
| "Acting Like That" (feat. Machine Gun Kelly a Travis Barker)                            | 2020 | —                      | —                      | 17                     | —                      | —                      | —                      | 14                     | —                      | —                      | 16                     |                                                                                  | Weird!                      |
| "Fleabag"                                                                               | 2021 | 78                     | —                      | —                      | —                      | —                      | —                      | —                      | 6                      | —                      | —                      |                                                                                  | Singl bez alb               |
| "The Funeral"                                                                           | 2022 | 80                     | —                      | —                      | —                      | —                      | —                      | 40                     | 10                     | —                      | —                      |                                                                                  | Yungblud                    |
| "Memories" (s Willow)                                                                   | 2022 | —                      | —                      | —                      | —                      | —                      | —                      | —                      | —                      | —                      | —                      |                                                                                  | Yungblud                    |
| "Don't Feel Like Feeling Sad Today"                                                     | 2022 | —                      | —                      | —                      | —                      | —                      | —                      | —                      | —                      | —                      | —                      |                                                                                  | Yungblud                    |
| "The Emperor"                                                                           | 2022 | —                      | —                      | —                      | —                      | —                      | —                      | —                      | —                      | —                      | —                      |                                                                                  | Yungblud                    |
| "Tissues" (sólo nebo s Louane)                                                          | 2022 | —                      | —                      | —                      | —                      | —                      | —                      | 34                     | 12                     | —                      | —                      |                                                                                  | Yungblud                    |
| "I'm a Mess" (s Avril Lavigne)                                                          | 2022 | —                      | —                      | —                      | —                      | —                      | —                      | 39                     | —                      | —                      | 42                     |                                                                                  | Love Sux (Deluxe Edition)   |
| "Lowlife"                                                                               | 2023 | —                      | —                      | —                      | —                      | —                      | —                      | —                      | 29                     | —                      | —                      |                                                                                  | Singly bez alb              |
| "Hated"                                                                                 | 2023 | —                      | —                      | —                      | —                      | —                      | —                      | 34                     | —                      | —                      | —                      |                                                                                  | Singly bez alb              |
| "Happier" (feat. Oli Sykes)                                                             | 2023 | —                      | —                      | —                      | —                      | —                      | —                      | —                      | —                      | —                      | —                      |                                                                                  | Singly bez alb              |
| "When We Die (Can We Still Get High?)" (feat. Lil Yachty)                               | 2024 | —                      | —                      | —                      | —                      | —                      | —                      | —                      | —                      | —                      | —                      |                                                                                  | Singly bez alb              |
| "Abyss"                                                                                 | 2024 | —                      | —                      | —                      | —                      | —                      | —                      | —                      | —                      | —                      | —                      |                                                                                  | Kaiju No. 8                 |
| "I Was Made for Lovin' You"                                                             | 2024 | —                      | —                      | —                      | —                      | —                      | —                      | —                      | —                      | —                      | —                      |                                                                                  | The Fall Guy                |
| "Breakdown."                                                                            | 2024 | —                      | —                      | —                      | —                      | —                      | —                      | —                      | —                      | —                      | —                      |                                                                                  | Singl bez alb               |
| "Hello Heaven, Hello"                                                                   | 2025 | —                      | —                      | —                      | —                      | —                      | —                      | —                      | —                      | —                      | —                      |                                                                                  | Idols                       |
| "Lovesick Lullaby"                                                                      | 2025 | —                      | —                      | —                      | —                      | —                      | —                      | —                      | 36                     | —                      | —                      |                                                                                  | Idols                       |
| "Zombie"                                                                                | 2025 | —                      | —                      | —                      | —                      | —                      | —                      | —                      | —                      | —                      | —                      |                                                                                  | Idols                       |
| "—" značí, že se nahrávka neumístila v hitparádách nebo v tomto území ani nebyla vydána |      |                        |                        |                        |                        |                        |                        |                        |                        |                        |                        |                                                                                  |                             |

### Jako vedlejší umělec
| Název                                                                                   | Rok  | Umístění v hitparádách | Umístění v hitparádách | Umístění v hitparádách | Umístění v hitparádách | Umístění v hitparádách | Umístění v hitparádách | Umístění v hitparádách | Umístění v hitparádách | Umístění v hitparádách | Umístění v hitparádách | Certifikace   | Album              |
| Název                                                                                   | Rok  | UK                     | AUS                    | CAN                    | DEN                    | IRE                    | NLD Tip                | NOR                    | NZ Hot                 | SWE Heat.              | US Bub.                | Certifikace   | Album              |
| --------------------------------------------------------------------------------------- | ---- | ---------------------- | ---------------------- | ---------------------- | ---------------------- | ---------------------- | ---------------------- | ---------------------- | ---------------------- | ---------------------- | ---------------------- | ------------- | ------------------ |
| "City of Angels (Remix)" (24kGoldn feat. Yungblud)                                      | 2020 | —                      | —                      | —                      | —                      | —                      | —                      | —                      | —                      | —                      | —                      |               | Singl bez alb      |
| "Patience" (KSI feat. Yungblud a Polo G)                                                | 2021 | 3                      | 61                     | 94                     | 37                     | 8                      | 8                      | 37                     | 4                      | 5                      | 5                      | - BPI: Silver | All Over the Place |
| "—" značí, že se nahrávka neumístila v hitparádách nebo v tomto území ani nebyla vydána |      |                        |                        |                        |                        |                        |                        |                        |                        |                        |                        |               |                    |

### Charitativní singly
| Název                                          | Rok  | Album         |
| ---------------------------------------------- | ---- | ------------- |
| "Times Like These" (jako Live Lounge Allstars) | 2020 | Singl bez alb |

## Spoluumělec
| Název                                        | Rok  | Album                                 |
| -------------------------------------------- | ---- | ------------------------------------- |
| "Tell It Like It Is" (jako Dominic Harrison) | 2016 | The Lodge (Music from the TV Series)  |
| "Falling Skies" (feat. Charlotte Lawrence)   | 2018 | 13 Reasons Why: Season 2              |
| "Time in a Bottle"                           | 2019 | Fast & Furious Presents: Hobbs & Shaw |
| "Die a Little"                               | 2019 | 13 Reasons Why: Season 3              |
| "Freak" (Demi Lovato feat. Yungblud)         | 2022 | Holy Fvck                             |

## Videoklipy
| Rok  | Název                                                     | Režisér                                          |
| ---- | --------------------------------------------------------- | ------------------------------------------------ |
| 2017 | "King Charles"                                            | Yungblud                                         |
| 2017 | "I Love You, Will You Marry Me"                           | Yungblud                                         |
| 2017 | "Tin Pan Boy"                                             | Yungblud                                         |
| 2018 | "Polygraph Eyes"                                          | Yungblud                                         |
| 2018 | "Psychotic Kids"                                          | Yungblud                                         |
| 2018 | "Medication"                                              | Yungblud                                         |
| 2018 | "Falling Skies" (feat. Charlotte Lawrence)                | Yungblud                                         |
| 2018 | "Kill Somebody"                                           | Yungblud                                         |
| 2018 | "California"                                              | Yungblud                                         |
| 2019 | "Loner"                                                   | Yungblud                                         |
| 2019 | "11 Minutes" (s Halsey)                                   | Colin Tilley                                     |
| 2019 | "Parents"                                                 | Miles & AJ                                       |
| 2019 | "I Think I'm Okay" (s Machine Gun Kelly a Travis Barker)  | Andrew Sandler                                   |
| 2019 | "Hope for the Underrated Youth"                           | Andrew Sandler                                   |
| 2019 | "Original Me" (feat. Dan Reynolds)                        | Jordan Bahat                                     |
| 2019 | "Die a Little"                                            | Andrew Sandler                                   |
| 2019 | "Tongue Tied" (s Marshmello a Blackbear)                  | Christian Breslauer                              |
| 2020 | "Weird!"                                                  | Tom Pallant / Yungblud                           |
| 2020 | "Strawberry Lipstick"                                     | Christian Breslauer                              |
| 2020 | "Obey" (s Bring Me the Horizon)                           | Oliver Sykes                                     |
| 2020 | "God Save Me, But Don't Drown Me Out"                     | Gavin Gottlich / Yungblud                        |
| 2020 | "Cotton Candy"                                            | Tanu Muino                                       |
| 2020 | "Mars"                                                    | Dominic Harrison                                 |
| 2021 | "Acting Like That" (feat. Machine Gun Kelly)              | Dominic Harrison, Gavin Gottlich & Ross Anderson |
| 2021 | "Fleabag"                                                 | Tanu Muino                                       |
| 2022 | "The Funeral"                                             | Christian Breslauer                              |
| 2022 | "Memories"                                                | Colin Tilley                                     |
| 2022 | "Don't Feel Like Feeling Sad Today"                       | Tom Pallant                                      |
| 2022 | "Tissues"                                                 | Charlie Sarsfield                                |
| 2022 | "I'm a Mess" (s Avril Lavigne)                            | P. Tracy                                         |
| 2023 | "Lowlife"                                                 | Priya Minhas                                     |
| 2023 | "Hated"                                                   | Sandeep a Chadrick                               |
| 2023 | "Happier" (s Oliver Sykes)                                | Masaki Watanabe                                  |
| 2024 | "When We Die (Can We Still Get High?)" (feat. Lil Yachty) | Logan Fields & Yussef Haridy                     |
| 2024 | "Breakdown."                                              | Charlie Sarsfield                                |
| 2025 | "Hello Heaven, Hello"                                     | Charlie Sarsfield                                |
| 2025 | "Lovesick Lullaby"                                        | Charlie Sarsfield                                |
| 2025 | "Zombie"                                                  | Charlie Sarsfield                                |